# Les Contes d'outre-temps
 (février 2017).
Si vous disposez d'ouvrages ou d'articles de référence ou si vous connaissez des sites web de qualité traitant du thème abordé ici, merci de compléter l'article en donnant les références utiles à sa vérifiabilité et en les liant à la section « Notes et références ».
Les Contes d'outre-temps est un recueil contes et nouvelles de Jean-Pierre Chabrol publié en 1969.

## Résumé
Ce recueil de contes débute par les chapitres suivants : La Saveur des choses ; La Minute qui passe ; Les Arbres morts ; La Roture. Il se termine avec les chapitres : Gueules ; Le Sac et la Corde ; Objets personnels ; Les Soirs d'été.